# Asplenium surrogatum
Asplenium surrogatum är en svartbräkenväxtart som beskrevs av Peter Shaw Green. Asplenium surrogatum ingår i släktet Asplenium och familjen Aspleniaceae. Inga underarter finns listade.